# KBS Hall
KBS Hall est une partie du siège de Korean Broadcasting System, situé dans Yeouido, Séoul, Corée du Sud.

## Émissions enregistrées
- Open Concert
- KBS Symphony Orchestra concerts
- Blue Dragon Film Awards
- KBS Music Festival
- Festival Radio ABU de la chanson 2012
- Festival TV ABU de la chanson 2012